# Icerya schrottkyi
Icerya schrottkyi är en insektsart som beskrevs av Hempel 1900. Icerya schrottkyi ingår i släktet Icerya och familjen pärlsköldlöss. Inga underarter finns listade i Catalogue of Life.